# Perdicula
Perdicula is een geslacht van vogels uit de familie fazantachtigen (Phasianidae).

## Soorten
Het geslacht kent de volgende soorten:
- Perdicula argoondah – Madrasdwergpatrijs
- Perdicula asiatica – Jungledwergpatrijs
- Perdicula erythrorhyncha – Bonte dwergpatrijs
- Perdicula manipurensis – Manipurdwergpatrijs